# Anthurium teribense
Anthurium teribense är en kallaväxtart som beskrevs av Thomas Bernard Croat. Anthurium teribense ingår i släktet Anthurium och familjen kallaväxter. Inga underarter finns listade.